# Temple de Roma i August

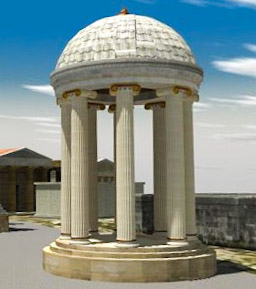
Reconstrucció del temple en 3D

El Temple de Roma i August era un petit temple circular monòpter aixecat en honor d'August i a la personificació de la ciutat de Roma després del 27 ae a l'Acròpoli d'Atenes, més probablement entre el 17 i el 10 ae.(1)

## Història
Després de la batalla d'Àccium el 31 ae, l'emperador August visità Atenes diverses vegades i va fer reparar temples i altres edificis; per la qual cosa fou honorat com a "salvador i benefactor" amb una inscripció en aquest temple.
Es trobava a uns 20 metres a l'est del Partenó i era simètric al seu eix, l'únic edifici d'època romana construït a l'Acròpoli. Devia contenir una estàtua d'August. Tenia només uns 8,6 metres de diàmetre i 9 d'alçada, i descansava sobre una base quadrada o circular de tuf volcànic, sostingut per nou columnes jòniques. L'entaulament i el sostre cònic o semiesfèric són de marbre pentèlic. Se singularitza per no tenir nau.
A penes se'n conserven restes de columnes de mitjana altura i uns capitells i elements arquitectònics. L'humanista i viatger italià Ciríac d'Ancona va esmentar-ne la inscripció de l'arquitrau: “Ad praefatae Palladis templi vestibulum”. Les columnes imiten les de l'Erectèon, la qual cosa pot indicar que el temple fos construït pel mateix arquitecte que va reparar l'Erectèon després d'un incendi.(2)
El temple tenia el seu propi sacerdot, com es mostra en la inscripció d'un seient del Teatre de Dionís: [ΙΕΡΕΩΣ] ΘΕΟΥ ΣΩΤΗΡΟΣ ΕΠ’ ΑΚΡΟΠΟΛΕΙ ([Sacerdot] Salvador de déu de l'Acròpoli).